# Bohdan Małachowski
Bohdan Hipolit Małachowski (również Jaxa-Małachowski) (ur. 24 marca 1902 r. w Krakowie, zm. 12 kwietnia 1964 roku tamże) – polski działacz turystyczny i narciarski, taternik.
Bohdan Małachowski pochodził z rodziny Małachowskich pieczętującej się herbem Gryf. Od młodych lat bywał w Zakopanem, uprawiając turystykę górską i taternictwo. W latach 1918–1920 służył w Wojsku Polskim. Ukończył studia na Wydziale Filozofii Uniwersytetu Jagiellońskiego. Później zaangażował się w działalność licznych organizacji turystycznych i sportowych, m.in. Akademickiego Związku Sportowego (w latach 1928–1932 był członkiem zarządu krakowskiej Sekcji Taternictwa), Polskiego Towarzystwa Tatrzańskiego (gdzie w latach 1933–1937 działał w Sekcji Turystycznej i Klubie Wysokogórskim) oraz Polskiego Związku Narciarskiego (w latach 1935–1938 kierował krakowskim biurem Zarządu Głównego). W latach 1931–1924 był członkiem redakcji „Przeglądu Turystycznego”, kierował również Biblioteką PTT. Wiele publikował (pod własnym nazwiskiem, pseudonimami i anonimowo), poruszając kwestie szeroko pojętej turystyki, ochrony przyrody oraz alpinizmu.
Podczas kampanii wrześniowej Bohdan Małachowski walczył w jednostkach artyleryjskich. Po zakończeniu II wojny światowej powrócił do aktywnej działalności turystycznej. W latach 1945–1950 kierował Centralnym Biurem PTT w Krakowie, a po powstaniu PTTK był jego etatowym pracownikiem, pracując m.in. w Komisji Turystyki Górskiej oraz przewodnicząc Głównemu Sądowi Koleżeńskiemu. W 1953 roku otrzymał uprawnienia przewodnika tatrzańskiego. Nadal wiele publikował i redagował na łamach m.in. „Biuletynu Informacyjnego PTT” (którego był redaktorem w latach 1946–1947), „Wierchów” i „Taternika”. Był współautorem wydanego w latach 1956–1959 Słownika geografii turystycznej Polski, podejmował również temat turystyki górskiej w Czechosłowacji. Napisał przewodnik po wschodniej części Podhala i polskiego Spiszu pt. Na szlakach powstania Kostki Napierskiego (1953), był także współautorem przewodników po Beskidach oraz Jurze Krakowsko-Częstochowskiej.
W 1962 roku otrzymał honorowe członkostwo PTTK. Po śmierci został upamiętniony poprzez nadanie imienia schronisku PTTK „Pod Kopą Biskupią” w Górach Opawskich (1964) oraz corocznemu rajdowi górskiemu (od 1965 roku).